# 3-oksosteroid 1-dehidrogenaza
3-oksosteroid 1-dehidrogenaza (EC 1.3.99.4, 3-oksosteroid Delta1-dehidrogenaza, Delta1-dehidrogenaza, 3-ketosteroid-1-en-dehidrogenaza, 3-ketosteroid-Delta1-dehidrogenaza, 1-ene-dehidrogenaza, 3-oksosteroid:(2,6-dihlorfenolindofenol) Delta1-oksidoreduktaza, 4-en-3-oksosteroid:(akceptor)-1-en-oksido-reduktaza, Delta1-steroid reduktaza, 3-oksosteroid:(akceptor) Delta1-oksidoreduktaza) je enzim sa sistematskim imenom 3-oksosteroid:akceptor Delta1-oksidoreduktaza. Ovaj enzim katalizuje sledeću hemijsku reakciju
3-oksosteroid + akceptor {\displaystyle \rightleftharpoons } 3-okso-Delta1-steroid + redukovani akceptor

## Literatura
- Nicholas C. Price; Lewis Stevens (1999). Fundamentals of Enzymology: The Cell and Molecular Biology of Catalytic Proteins (Third изд.). USA: Oxford University Press. ISBN 019850229X.
- Eric J. Toone (2006). Advances in Enzymology and Related Areas of Molecular Biology, Protein Evolution (Volume 75 изд.). Wiley-Interscience. ISBN 0471205036.
- Branden C; Tooze J. Introduction to Protein Structure. New York, NY: Garland Publishing. ISBN 0-8153-2305-0.
- Irwin H. Segel. Enzyme Kinetics: Behavior and Analysis of Rapid Equilibrium and Steady-State Enzyme Systems (Book 44 изд.). Wiley Classics Library. ISBN 0471303097.

## Spoljašnje veze
- 3-oxosteroid+1-dehydrogenase на 